# سحاب ممزق

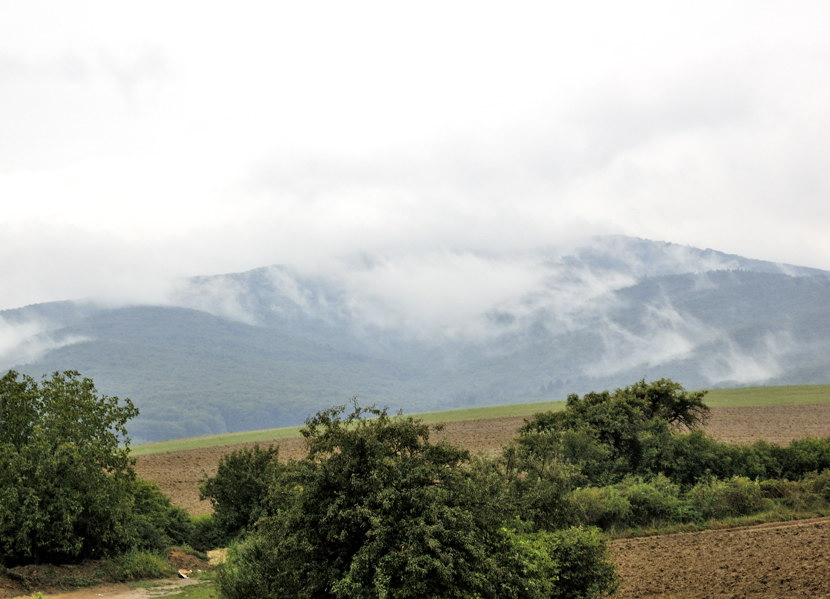
سحاب ممزق

السحاب المُمزَّق أو الكسري أو المُجزَّأ أو أو القزع وهو السحاب الرقيق المرتفع، وهي سحب عالية على أرتفاع 6 كم وأكثر، وعادة لا تغطي السماء كلها ولونها يميل للبياض، كما تتركب من بلورات ثلجية دقيقة الحجم لا تؤدي إلى أي هطول، ظهورها يعد نذير وبشير لحدوث تغييرات في الجو.

## الأنواع

### الركام المتقطع
ركام ممزق Fracto cumulus هي غيوم على هيئة كتل متقطعة غير منتظمة منفصل بعضها عن بعض، ناتجة عن تجزؤ غيوم الركام وتبعثرها.

### الطبقي المتقطع
طبقي ممزق Fracto- stratus هي غيوم منخفضة على هيئة صفائح متقطعة غير منتظمة، وإن كان لها مظهر واضح محدد، ناتجة عن تجزؤ الغيوم الطبقية (st) وتبعثرها.

## اقرأ أيضاً
- أنواع السحب